# Meiga e Abusada
"Meiga e Abusada" é uma canção da artista musical brasileira Anitta. Foi lançada primeiramente nas rádios em 6 de julho de 2012 pela Furacão 2000. Em 6 de fevereiro de 2013 foi relançada para download digital pela Warner Music, gravadora que a cantora havia assinado na época. Servindo como o segundo single oficial de seu EP de estreia homônimo e também incluída em seu primeiro álbum de estúdio. A música faz parte da trilha sonora nacional da "novela das nove" Amor à Vida, da Rede Globo. A música foi a entrada na cantora no pop, após deixar o funk para migrar para o estilo.

## Antecedentes
Anitta foi descoberta pelo disc jockey (DJ) Renato Azevedo, conhecido como Batutinha, ao liberar publicamente um vídeo cantando "Soltinha", da cantora Priscila Nocetti, no Youtube. O mesmo convidou-a para realizar alguns testes de canto e apresentações, com o objetivo de saber se ela era afinada vocalmente e tinha a capacidade de interpretar em um palco; ela chamou a atenção do DJ ao demonstrar sua habilidade no stiletto — modalidade de dança em cima de salto alto. Com isso ele decidiu trabalhar com ela.
Anitta foi contratada pela produtora de shows de Funk carioca Furacão 2000 e através da mesma lançou quatro faixas: "Menina Má", "Proposta", "Fica Só Olhando" e "Eu Vou Ficar", que mais tarde viriam a compor a tracklist de seu álbum de estreia. Em junho de 2012, a empresária Kamilla Fialho pagou R$ 260 mil à companhia, para que a artista fosse agenciada por ela. Fialho montou um espetáculo com músicos e dançarinos, investiu na imagem de Anitta, e a apresentou aos produtores Umberto Tavares e Mãozinha. Anitta passou a ser cobiçada pelas grandes gravadoras; ela ficou "enrolando" duas delas até se decidir pela Warner Music, com quem assinou em janeiro de 2013, e a 6 de fevereiro ocorreu o lançamento de "Meiga e Abusada", através da editora discográfica.

## Vídeo musical
O clipe da música "Meiga e Abusada" de Anitta, que conta com a participação da ex-BBB Maíra Cardi, foi ao ar no YouTube dia 18 de dezembro de 2012. Na produção Maíra aparece vestida de empregada doméstica sexy, servindo o jantar para a "patroa" e sua família. As cenas foram gravadas em um estúdio em Botafogo, Zona Sul do Rio de Janeiro, e dirigidas por Blake Farber, que também dirige clipes da Beyoncé. A primeira parte do vídeo foi feita em Las Vegas.  O vídeo mostra Anitta se divertindo em Las Vegas com suas dançarinas. No começo do vídeo, Anitta aparece em uma casa com atores, rodeado na mesa depois Anitta começa a cantar e o cenário vai mudando naturalmente. O vídeo foi inspirado em I Hate This Part do grupo pop estadunidense Pussycat Dolls.
No videoclipe é possível ver Anitta em um Cassino em Las Vegas, mas na época ela só tinha 19 anos, e sendo que a idade mínima para entrar é 21, ela entrou escondida.

## Formatos e faixas
- CD single/Download digital[9]

1. "Meiga e Abusada" - 3:49

## Desempenho nas tabelas musicais

### Paradas semanais
| Tabela musical (2013)           | Melhor posição |
| ------------------------------- | -------------- |
| Brasil (Brasil Hot 100 Airplay) | 41             |

## Prêmios e indicações
| Ano  | Prêmio                    | Categoria           | Resultado | Ref    |
| ---- | ------------------------- | ------------------- | --------- | ------ |
| 2013 | Prêmio Extra de Televisão | Melhor Tema Musical | Indicado  | [ 10 ] |

## Histórico de lançamento
| País   | Data                   | Formato          | Gravadora    |
| ------ | ---------------------- | ---------------- | ------------ |
| Brasil | 6 de julho de 2012     | Airplay          | Furacão 2000 |
| Brasil | 6 de fevereiro de 2013 | Download digital | Warner       |